# Stefan Połowiński
Stefan Połowiński (ur. 1931 w Wilnie) – polski specjalista w dziedzinie chemia fizyczna polimerów, profesor Politechniki Łódzkiej.
W 1957 roku ukończył studia na Wydziale Chemicznym Politechniki Łódzkiej otrzymując dyplom magistra inżyniera. W roku 1962 uzyskał stopień naukowy doktora na Wydziale Włókienniczym Politechniki Łódzkiej, a w roku 1966 habilitował się na tym samym Wydziale. W marcu 1987 uzyskał tytuł profesora nadzwyczajnego, zaś stanowisko profesora zwyczajnego w roku 1994. Od roku 1950 pracował w Głównym Instytucie Włókiennictwa, a następnie w Instytucie Włókien Sztucznych i Syntetycznych.
Pracę naukową w Politechnice Łódzkiej rozpoczął w 1957 roku w Katedrze Chemii Fizycznej Polimerów na Wydziale Włókienniczym. W 1970 roku Katedra stała się częścią Instytutu Włókien Sztucznych, gdzie od roku 1971 do 1992 pełnił funkcję zastępcy dyrektora Instytutu. Od roku 1993 kierował ponownie reaktywowaną Katedrą Chemii Fizycznej Polimerów.  Jego działalność naukowa obejmuje badania kopolimerów szczepionych, procesów kopolimeryzacji sterowanej, polimeryzacji i kopolimeryzacji matrycowej oraz licznych zastosowań kopolimerów. Ponadto tematem działalności naukowej jest zastosowanie polimerów jako nośników biocydów, utylizacja odpadów polimerowych oraz modyfikacja polimerów. Z tej dziedziny ukazało się przeszło 60 artykułów oryginalnych, monografia oraz rozdziały w encyklopediach naukowych. Wypromował 6 doktorów.
W latach 1992–1996 był prodziekanem ds. nauki Wydziału Włókienniczego. Był członkiem Grupy Współdziałania między Akademiami Nauk w dziedzinie polimeryzacji oraz członkiem rady naukowej Centrum Polimerów PAN w Zabrzu. W latach 1996–1997 był członkiem Sekcji Chemii Makrocząsteczkowej Unii Chemii Czystej i Stosowanej (IUPAC). W uznaniu zasług został wyróżniony wieloma odznaczeniami, m.in. Medalem Komisji Edukacji Narodowej.